# Liste der Kernreaktoren in Israel
In Israel gibt es folgende Nuklearanlagen:
- Negev Nuclear Research Center
- Soreq Nuclear Research Center